# کارن کرانتسک
 کارن کرانتسک (انگلیسی: Karen Krantzcke؛ ۱ فوریهٔ ۱۹۴۶ – ۱۱ آوریل ۱۹۷۷) یک تنیس‌باز اهل استرالیا بود.